# Паллада (крейсер, 1907)
«Паллада» — броненосный крейсер типа «Баян» Российского Императорского флота. Назван в память о бронепалубном крейсере I ранга «Паллада» 1899 года, потопленном японской осадной артиллерией в Порт-Артуре во время Русско-японской войны (1904—1905). Участвовал в Первой мировой войне в составе Балтийского флота.
1 июля (13 августа) 1914 года при участии крейсеров «Паллада» и «Богатырь» был уничтожен севший на мель вблизи острова Осмуссаар в Финском заливе германский крейсер «Магдебург»; при этом была захвачена сигнальная книга, которая была передана британскому Адмиралтейству, что сыграло решающую роль в раскрытии военно-морского кода Германии. Раскрытие кода оказало впоследствии значительное влияние как на боевые действия на море, так и на ход войны в целом.
28 сентября (11 октября) 1914 года при возвращении из дозора в устье Финского залива крейсер был торпедирован германской подводной лодкой U-26 под командованием капитан-лейтенанта Эгенольфа фон Беркхайма (нем. Egenolf Freiherr von Berckheim) и затонул со всем экипажем (598 человек) в результате детонации боезапаса. «Паллада» стала одним из первых российских боевых кораблей, погибших в Первой мировой войне.
Погибшим крейсером командовал капитан 1-го ранга С. Р. Магнус, старшим офицером состоял капитан 2-го ранга А. М. Романов. Обязанности старших офицеров по специальностям несли: артиллериста — лейтенант Л. А. Гаврилов 2-й, минёра — лейтенант А. А. Измайлов, штурмана — лейтенант Ю. К. Быков 3-й. Старшим механиком был капитан 1-го ранга А. А. Дешевов.
За два месяца до войны «Палладу» прикомандировали к бригаде подлодок Балтийского флота для отработки торпедных стрельб. На учениях подлодка «Акула» «потопила» крейсер трёхторпедным залпом. На командира «Паллады» Магнуса это произвело сильное впечатление, несколько дней он, по воспоминаниям очевидцев, ходил «сам не свой». Кроме того, командир «Паллады» в своё время сам командовал дивизионом подводных лодок, тем не менее он не принял в роковой день элементарных мер предосторожности. Несмотря на категорический приказ командующего флотом адмирала Н. О. Эссена, корабль шёл без противолодочного зигзага. А на подходе к порту командир «Паллады» отпустил два сопровождавших его эсминца.
Музейное ведомство Финляндии в 2012 году официально сообщило о найденном недалеко от Ханко российском броненосном крейсере. Объект был обнаружен одной из групп аквалангистов ещё в 2000 году, однако его находка 12 лет держалась в секрете. Лишь тогда группа приняла решение обнародовать свои данные. Большая статья опубликована в ежемесячном приложении к газете «Хельсингин Саномат».
Крейсер длиной более 130 метров лежит на глубине 60 метров в районе Ханко и является одним из наиболее крупных и интересных объектов для военных археологов и дайверов-любителей.

## Командиры
- 1906—1908 Угрюмов, Алексей Петрович
- 1908—1912 Бутаков, Александр Григорьевич
- 1912—1914 Магнус, Сергей Рейнгольдович